# Pachnobia woodi
Pachnobia woodi là một loài bướm đêm trong họ Noctuidae.